# つば九郎
つば九郎（つばくろう）は、日本プロ野球・東京ヤクルトスワローズのマスコットキャラクター。背番号2896。語呂合わせでの「ツバクロウ」である。
1994年より東京ヤクルトスワローズのマスコットキャラクターとして活動していたが、後述の理由により、2025年2月より活動休止中である。

## 特徴
チーム名にもあるように、ツバメをモチーフとしたキャラクター。名前の由来は、ツバメの古称「つばくろ」と、「鍔迫り合いに強く、苦労（九郎）しながら接戦をものにする」という意味がこめられている。ただし、つば九郎本人はそのことを知らず、「大人の事情」とあまり気にしてはいない。なお、本来ツバメは渡り鳥だが、つば九郎は、「ツバメ界の最先端をゆく進化したツバメ」とされ、日本の四季変化に対応することが可能である。反面、恋したツバメと冬には別れてしまうので恋が長続きせず、彼女いない歴10958日という状況である。
プロ野球12球団のメインマスコットとしては唯一、ユニフォームを着用していないのが他球団マスコットとの大きな相違点で、胸にある"Swallows"のロゴは「タトゥー」と主張している（イラストには2012年以前は描かれず、2013年以降から描かれている）。つば九郎曰く、「はだかきゃら」なことから、正装は「裸にネクタイ」である。イベント等の特別な機会に浴衣や眼鏡を身に着けたり、ヤクルトアトムズ復刻ユニフォームなどを着用することはあるものの、基本的に頭部のヘルメット以外は何も身に着けていない。このヘルメットは自身の著作において“ずらせる”事を明かしていたが、2009年5月17日には脱帽姿をファンの前に披露し、以降は外す機会も多くなっている。ヘルメットの下はわずかながらリーゼントである。しかし2024年8月12日に川端慎吾選手からホームユニフォームを贈呈された。
背中には立派な燕尾を有し、通常のツバメとは異なり上を向いているのが特徴。リストバンドを腕ではなく尾先に装着する時もある。手羽には指があるため物を器用に扱えるが、逆に羽は退化して小さくなっているため、飛行は不可能。本人は「自分は敢えて飛ばないツバメ」「飛ぶ必要がない」と主張している。また、非常に恰幅のよい体型をしており、メタボリックシンドロームの典型である。つば九郎の世界ではこの体型が基準サイズとしているが、体型や黒白のカラーリングでしばしばペンギンと間違えられてしまううえに、近年では発言でブラックジョークを多用するため、一部のファンから「畜生ペンギン」と揶揄され、定着しつつある。2009年には“契約更改”で「ペンギンと間違われない」がインセンティブに含まれたこともある（後述）。

## 性格・パフォーマンス
性格は非常に自由奔放であり、つば九郎の最大のライバルとされる中日ドラゴンズのドアラをして、「あの方、自由奔放さでは、ボクの上を行く」とも言わしめるほどで、行動もマイペース。当時、福岡ソフトバンクホークスの王貞治監督に記念撮影とサインをお願いしたときに、宮本慎也からは「怖いものなし」と評された。なお、つば九郎本人は自身が調子に乗りやすい性格であることを悪い癖と自覚はしている。
つば九郎は大がかりなアクロバットは行わず、バズーカでスタンドへ向けてTシャツを撃ち込むのが主となる。ヤクルトのホームスタジアムでもある神宮球場のみならず、遠征先の球場、さらにはイベント先においても、このバズーカパフォーマンスを行う事が多い。このため、普段は大きく動かないが、羞恥心の振付を完璧にこなす他、中日投手陣のノックに参加するなど、動きの良さを見せる場面もある。
かつてヤクルトに在籍したことがあるアレックス・ラミレスとは、お立ち台などで一緒に行う息の合ったパフォーマンスもよく知られていた。そのラミレスが巨人へ移籍した後はアーロン・ガイエル、ジェイミー・デントナ、ウラディミール・バレンティンなどと共に行っていた。
2006年6月7日、スポーツコミュニティサイト「SPORA」で公式ブログを開設していた（2011年11月26日まで）。漢字やカタカナを知らないのか、どちらのブログも本文はほとんどひらがな（数字は普通の算用数字、アルファベットはごく稀に出るが基本的にひらがな）で書かれている。業界用語（る～び～（ビール）など）、写真が多いのも特徴で、球場・イベント会場でデジタルカメラを自ら用い撮影した写真がアップロードされる。自分で自分を撮る「せるふぱちり」もよく行うが、最近は腕が鈍ってきているのを気にしている様子。選手の呼称はあだ名、もしくは「くん」付け（例えば「ひろやすくん」など）が多いが、高市俊のことは弟分扱いし、「たかいち」と呼び捨てにしていた。逆に監督やベテラン選手には「さん」付け（「まなかさん」など）もあり、特に宮本に対しては「6さま」（宮本のコーチ就任後は「86さま」）と呼んで恐れている。なお、福地寿樹のことは「Fくちくん」「ふKちくん」と伏せ字で書いていた。
2011年11月26日以降は、アメーバブログへ移動（2012年に同じアメブロにてつば九郎の妹のつばみがブログを運営開始し、兄妹共に運営している。）と同時に、SNSサイトでもあるGREEのアカウントを取得している。理由は、「おとなのじじょうです」とのこと。
会話が全くできないため、公の場に出る時もブログと同様にひらがなの筆談で通している。
料理をするのが得意なので、自身のブログにアップのほか、テレビ朝日から『情報満載ライブショー モーニングバード!』の料理コーナーである『プロ技レシピ!』の本を4冊、さとの雪から豆腐を2, 3ケースをプレゼントされた。

### 空中くるりんぱ
空中くるりんぱは、つば九郎が五回終了後に行う、くるくるとヘルメットを回転させて高く放り投げ、そのまま頭に装着させるという難解なチャレンジ。遅くとも2015年シーズンには始めていたが、2023年（令和5年）10月のレギュラーシーズン終了時点で成功したことは一度もない。ダチョウ倶楽部の上島竜兵の一発芸・くるりんぱのオマージュとされる。上島竜兵の訃報が伝えられた2022年（令和4年）5月11日の試合では、合掌するなど哀悼の意を表した。なお、2024年1月29日実施の公開契約において、同席した小川淳司ゼネラルマネージャーは「（空中くるりんぱが）できたらすごいことなので、ボーナスを考える」と期待を寄せている。

## 交流関係
- つば九郎のスワローズのマスコット仲間として、つばみとトルクーヤがいる。つばみは妹だが、かつてヤクルトのマスコットの一員だった燕太郎[注 3]やトルクーヤは、赤の他人であり、縁戚関係にはない様子。つば九郎はつばみに対して様々な悪戯をしており、あまりいい兄ではない。ヤクルトの元選手であり、引退後はコーチやスカウトを務めた八重樫幸雄にも、つばみにあまりちょっかいを出さないようにと注意を促されてしまう始末である。
- 中日ドラゴンズの大人気マスコット、ドアラとは同期であり、週刊ベースボールにて対談を行った事もある。つば九郎、ドアラともに筆談形式である。「びじねすぱーとなー」として、球団の垣根を越えて、公私ともに交友関係を保っている[21]。
  - ドアラにはライバルとしてかなり対抗意識を燃やしている。2009年3月2日にはドアラの新たなる著書、『ドアラのへや――かくていしんこくむずかしい』の出版に合わせて初の著作である『つば九郎のおなか――しょくよくにまけました』（ISBN 978-4-569-70588-0）を出版。出版を記念してのイベントにもドアラと共に参加している。さらに、共にデビュー20周年を迎えた2014年には、DVD『つば九郎&ドアラ 球界No.1マスコットは俺だ! 漢の十番勝負!』（ポニーキャニオン）で共演した。2019年にはデビュー25周年を記念して、スペシャルトークショーを開催した。4月9日の神宮球場におけるヤクルトvs中日の試合終了後と、4月27日のナゴヤドームにおける中日vsヤクルトの試合終了後に執り行われ、進行役はつば九郎と仲が良い東海ラジオの村上和宏アナウンサーが担当している。
  - ナゴヤドームに遠征した際にはチアドラゴンズのダンスに乱入することが多い。このため、メンバーから「エロつばめ」と本人控え室のスケジュールボードに落書きされて怒っていた[22]。
  - 2017年のシーズンオフから、ドアラに加えて福岡ソフトバンクホークスのハリーホーク、千葉ロッテマリーンズのマーくんと共に全国主要都市のホテルにてディナーショーを開催しており、4マスコット共同のブログも開設している[23]。
- 北海道日本ハムファイターズのマスコットでもあるB☆Bは、つば九郎の2008年オールスターにおけるパフォーマンスの抜け目のなさや、ブログの雰囲気を自身のコラムで評価している。一方のつば九郎も、B☆Bの写真集『B・B Photo Book RUN』に直筆でお祝いの言葉を寄稿し、2009年のオールスター中に同書の印税で北海道の幸を御馳走するように頼んだ（同年のオールスターゲームが北海道で開催のため）。
- プロサッカークラブの愛媛FCの試合にも顔を出しており、その際には同チームのサポーター衣装を着た姿を見せることがある。マスコットのオ～レ君とも仲が良い。また提携している同じ東京ホームのプロサッカークラブFC東京に2009年からマスコットキャラの「東京ドロンパ」が登場したことから、ドロンパが神宮球場を訪問したり、つば九郎達がFC東京の試合に登場するなどの交流も行っている[24]。
- チームメイトとの関係も非常に良好で、宮本は浦添市での『つば九郎のおなか』先行販売では急遽販売員を務め完売させている。余談ではあるが、ミルウォーキー・ブルワーズに移籍した青木宣親からはデザインがお揃いのグローブをプレゼントされている。
- チーム内では、福地寿樹と特に仲が良い（福地曰く、つば九郎は仲良しではなく、ライバルとの事である。1日につば九郎とのバトルと試合の2戦を行わなければならないとも語っている）。週刊ベースボールのマスコット特集号でも福地がつば九郎にむけ寄稿している。ただし、1000試合出場の記者会見でつば九郎は、「仲のよい選手は」という質問に「ふくちくんいがい」とジョーク混じりの回答を返している。
  - 2011年シーズンの途中で、畠山和洋がヤクルト主催ゲームで本塁打を打った際に顔面を叩かれている。
- ブログには他球団の選手もよく登場し、交友関係の広さを窺わせる。なかでも、元中日の荒木雅博、井端弘和（現・野球解説者）の登場が多い。荒木・井端とは「あらいばつばとりお」を結成しているほど。また阪神時代の葛城育郎、赤星憲広もつば九郎ブログへの登場が多かった。
- 中日ドラゴンズ公式ブログや藤井秀悟、金本知憲のブログにコメントを寄せている。もちろん、ヤクルトの選手や他選手のブログチェックも欠かさない。
- 2009年夏に行われたTOKYO MX後援のコラボレーションイベントでもあるワッショイTOKYO夏ラリー!で、FC東京のマスコット「東京ドロンパ」と大井競馬場のマスコット「うまたせ!」と一緒にイベントを盛り上げた。
- 元フジテレビアナウンサーの石本沙織の大ファンであることを公言しており、石本もテレビ番組などで度々共演していた[25]。
- 元テレビ朝日アナウンサーの宇賀なつみ（現在はフリー）のことを気に入っており、自身のブログに掲載する機会の多い一人でもある[26]。
- ジャニーズWESTの桐山照史とは、飲み歩きや2018年のセントラル・リーグクライマックスシリーズに招待したり、桐山が出演する舞台につば九郎も熨斗付きの差し入れを送るなど、親交が深い。
- 千葉ロッテマリーンズで2019年度までイベントMCを担当していたこなつお姉さんとは、交流戦や千葉マリンスタジアムでのオールスター戦開催をはじめ息の合った筆談トークなどを繰り広げるなど、親交は深くファンからも大きな注目を集めていた。但し、当初のつば九郎はこなつお姉さんの名前をなかなか覚えず、こなつお姉さん本人も困惑していた。2022年シーズンより、こなつお姉さんがヤクルトのイベントMCを担当するようになってからは、ホームでの試合で見れるようになっている。

## 通算試合出場記録

### 通算1000試合連続出場
- 2008年7月10日の横浜ベイスターズ戦においてホームゲームでの通算1000試合連続出場を達成した[27]。足かけ15年をかけて達成した記録であり、球団マスコットとしては史上初の快挙であった。ゲーム中に宮本および青木から花束の贈呈がなされた他、球団からつば九郎に向けてヤクルト飲み放題券が贈られた。福地も個人的に健康グッズをプレゼントしている。記者会見でつば九郎は、「まだまだつうかてんです。2000しあいをめざします」と答え、さらなる記録の達成にむけての意欲を語った。
- 八重樫幸雄はつば九郎の記録達成時に、「あれ、もう?」という印象を受けたと語っている。
- 同様の感覚は、つば九郎自身にもあった模様。自身が900試合出場を達成した際に球団上層部から1000試合を達成したら表彰する事を告げられ、初めて自身がそれだけ出場していた事実に気づいたと語っている。
- つば九郎曰く、この記録を支えたものは強靭な足腰であるとのこと。
- 記録達成後、両手に花束を掲げたつば九郎のシルエットを描いたエコバッグが製作され、球場を訪れたファンたちに配布された。
- なお1000試合連続出場は阪急とオリックスに在籍した島野修がスーツアクターとして1996年に達成しているが、こちらはブレーブス時代のマスコットのブレービーと、その後を継いだブルーウェーブのマスコットのネッピーを合わせての記録である。

### 通算2000試合出場
- その後も出場を続けていたが、2022年4月21日、新型コロナウイルスの濃厚接触者と判定され活動を自粛する事が球団より発表され[28][注 4]、通算2000試合連続出場は消滅してしまった。但し、通算2000試合出場の可能性は引き続き残されており、5月12日より特設サイトにてカウントダウンを開始[29]。2022年5月時点で雨天中止による影響がない場合は、2022年7月23日の広島東洋カープ戦で達成予定となっていたが、7月上旬に阪神タイガースとの主催試合でチーム内に感染者が多数発生し2試合分延期となったほか、自らも新型コロナに感染した事が判明した[30]ため、記録達成は持ち越された。
- 2022年8月5日の読売ジャイアンツ19回戦において、プロ野球のマスコットとして初めてのホームゲームでの通算2000試合出場を達成した[31]。約28年をかけて達成した記録であった[32]。
- 2022年8月7日の読売ジャイアンツ21回戦において、試合前に日本プロ野球名球会より特別表彰を受けた。プレゼンターとして、スワローズのOBで監督も務めた名球会会員の若松勉が登場し、名球会のワッペンが入った特別仕様のスーツと表彰状が贈られた[33][32]。

## 担当者の休養、死去
- 2025年2月6日、球団より「体調不良のため」として、4月までのイベント出演をキャンセルししばらく休養することを発表した。オープン戦および公式戦主催試合への帯同も行わない[34]。
- 同月19日、球団より「つば九郎を支えてきた」社員スタッフの死去を公表した[35]。このため、今後の活動についてはしばらくの間、休止となる[36]。球団関係者が明らかにしたところによれば、当該スタッフは同月1日より沖縄県浦添市の春季キャンプに帯同し、選手の囲み取材にも加わるなど活動していたが、同月4日に帰京する際に空港の搭乗口で倒れ、心臓マッサージを受けて豊見城市内の病院に搬送された。高津臣吾監督などの関係者も病院を訪れて見舞い、一時は回復の兆候も見せていたが、同月16日、肺高血圧症のため死去したという[37]。この訃報に対し、ヤクルト球団のみならず、審判[38]や著名人[39]、企業[40]、テレビ局[41]など、多数のプロ野球ファンや関係者から哀悼の意が寄せられた[42]。浦添市のキャンプ地に設置されている「つば九郎神社」には死去発表翌日から多くのファンが訪れ、手を合わせたり、ビールなどの供物を捧げている[43]。
- スタッフの死去発表後、神宮球場に近いアトレ信濃町2階にある「つば九郎神社」に対し、献花やビール等のお供え物が大量に置かれる状況が発生。このためアトレ側では「献花、お供え物等はお控え頂きますようお願い申し上げます」と書かれた札を立て、ファンに対し献花等の自粛を求める事態となった[44]。またオフィシャルショップでもつば九郎グッズが軒並み在庫切れとなり、出荷遅延も発生している[45]。
- 2月22日から開始したオープン戦には「つば九郎の妹」であるつばみがつば九郎に代わって球場で活動している。同月23日にはInstagramで近況も更新している[46]。
- 6月25日に行われたヤクルト本社の株主総会で、株主からつば九郎についての言及があり、球団社長オーナー代行の林田哲哉は「もう少し検討を重ね、再登場させたいと思っておりますので、ご期待をしていただければ」と回答している[47]。

## 契約更改
後年にかけて、つば九郎の契約更改は越年することが常態化している。2021年の「FA宣言」時、当時06BULLS（現大阪ゼロロクブルズ）GM補佐として獲得に乗り出した元ヤクルト投手の藤井秀悟によると、交渉の越年はプロ野球のニュースが少なくなる時期の話題作りの一環であり、つば九郎（及びその担当者）も積極的に協力したという。
2009年
1月、新聞誌面で球団側から「遠征費支給」が明らかにされ、約50回のビジターゲームや各種イベントへの参加に充てられる。球団関係者によると総額は数百万円にのぼり、全国でのPR活動から知名度の上昇をもくろんだ。
12月25日に行われた同年の契約更改では、それまでの現物支給（ヤクルト飲み放題）に加え、年俸2896円（『つば九郎』の語呂合わせから）+出来高払いが追加された複数年契約を球団と締結した。なお、出来高の条件については、「バク宙ができる」ようになった場合は2896万円増、「主催試合2000試合連続出場達成」・「WBC日本代表のマスコット枠に選出」の場合は大幅増。「子供を泣かせた」・「ペンギンと間違えられた」・「妹・つばみをいじめた」場合は減俸となっている。
2010年
12月25日に行われ、大幅アップの年俸8960円+出来高・ヤクルト飲み放題でサインした。ただし、前年度の契約更改の際の減俸条件の全てに引っ掛かったためか、1万円の大台越えはならなかった。
2011年
12月21日に交渉。「都内でファンを増やしてもらった」と球団から貢献度を評価され、プロ野球マスコットとしては史上初となる年俸1万円（プラス、出来高としてヤクルト及びタフマンの飲み放題・遠征時はビールをピッチャーで2杯まで）で契約を更改した。
2012年
12月4日、マスコット界史上初のFA権の行使を宣言。22の団体・イベントのオファーを受けたが、12月26日に現状維持の年俸1万円で残留契約を行った。残留の決め手は「みやもとさんを てぶらで かえすには いかないでしょ」。FA宣言を受けて獲得希望を表明した団体等の中に、スポーツ関係では日本相撲協会やサッカーのFC東京・川崎フロンターレ、プロレスのZERO1が含まれたが、実在のプロ野球チームからは1つもなかった（漫画『グラゼニ』の架空球団「神宮スパイダース」名義はあり）。
2013年
「おとなのじじょう」のため越年。翌2014年1月に契約交渉を行うも決裂し、一時は神宮で「自費キャンプ」に突入する。結局2月17日にスワローズのキャンプ地である浦添での交渉で、「デビュー20周年のご祝儀」として年俸20%アップの1万2千円（+出来高としてヤクルト400・タフマン・蕃爽麗茶の飲み放題）で契約を更改した。
2014年
12月17日、同年に千葉ロッテマリーンズからFAでスワローズに移籍した成瀬善久の代わり（人的補償ならぬ“鳥的補償”）として、マリーンズがつば九郎の獲得をぶち上げた。元々マリーンズとつば九郎は、同年5月に交流戦限定のコラボグッズを発売するなど浅からぬ縁があった。マリーンズでは「神宮で試合がないときだけQVCマリンに来てもらう」という『二刀流』を認める妥協案も提示し獲得を狙ったが、最終的につば九郎がスワローズ残留を決めたため獲得はならなかった。なお2015年1月に行われた契約更改では、年俸25%減の9000円（＋ヤクルト製品飲み放題）と初の年俸ダウンとなった。
2015年
2016年1月8日の初交渉で提示された“年俸2万円”に態度を保留（なお、メディアでは「初の保留」としているが、前述のとおり2013年オフにも一度交渉決裂がある）。1月20日に行われた再交渉で2000円の上積みを認められ、年俸22,000円（+ヤクルト製品飲み放題とハワイのチョコレート土産）でサインした。なおつば九郎は前年行けなかった優勝旅行への帯同を希望しているが、これについては「オプションも勝ち取った」「明確な言質は得られなかった」などメディアで結論が分かれている。
2016年
球団の仕事納め日である12月27日に契約交渉を行う予定だったが、つば九郎が（同月に来日したロシアのウラジーミル・プーチン大統領の遅刻劇よろしく）交渉予定時間から3時間遅刻。到着したときには既に球団の業務は終了しており、張り紙で一方的に契約の現状維持を告げられた。
2017年
前年と同じ12月27日に、今度は遅刻をせず契約更改に臨み、交渉では「ぐっずうりあげ だい1い」などと、球団への貢献度の高さをアピールしたが、チームが球団ワースト記録の96敗を喫して最下位に沈んだこともあり、現状維持の年俸2万2千円（ただしヤクルト製品飲み放題はなく、実質的にはダウン）で更改した。
2018年
12月26日に契約更改に臨み、球団の日本人最高年俸を更新した山田哲人の4億3千万円を超える額を要求して即刻却下されたが、来年は自身の25周年であることにちなみ、3千円アップの年俸2万5千円（＋ヤクルト製品飲み放題）で更改した。自身の予想より報道陣が集まらなかったことから、歌手の沢田研二を意識した格好で例年公開していた交渉の場を非公開にし、「ぷらいどがじゃまをした」と報道陣の少なさに不満を漏らした。
2019年
年内に契約更改ができず、「ただいまぱとろーるちゅう。いのししをたいじしだい けいやくいたしますのでえつねんします。つばくろう!」と書かれたスケッチブックで越年となったが、年明けの2020年1月16日に改めて契約更改が行われ、5000円アップの年俸3万円（＋ヤクルト400・タフマン飲み放題）で更改した。
2020年
前年に続いて年内に契約更改できなかった。2020年12月24日の交渉後のコメントではFAを宣言している小川泰弘と比較して「つばくろうにはざつなこうしょうだったので」と語り、「ころなかのなかでだうんはよそうしてた。けど、きもちがほしかった」とその理由を説明した。年が明けた2021年1月19日に再度の契約交渉をおこない、「年俸2万8000円とヤクルト1000飲み放題」で更改した。更改後の会見では「2021のおふFAのちゃんすがあればちゃれんじしたいとおもいます」と次年度に9年ぶりのFA権行使をうかがわせるコメントをした。
2021年
12月12日、2012年以来9年ぶりとなるFAを宣言、球団発表のコメントには「すこしかんがえるじかんをください。ちーむめいとにも　そうだんします」とあり、スケッチブックには「つばくろうはFAせんげんいたします。2021、つばくろう　まふゆのだいぼうけんだ!!」と記した。FA宣言発表を受け、新潟アルビレックス・ベースボール・クラブ、埼玉武蔵ヒートベアーズ、栃木ゴールデンブレーブス、オセアン滋賀ブラックス（2022年シーズンより「滋賀GOブラックス」に改称）、堺シュライクス、06BULLS、士別サムライブレイズ、石狩レッドフェニックス、九州アジアリーグといった日本の独立リーグの球団およびリーグ本体がTwitterなどで獲得希望を相次いで表明した。前回同様球界以外からも企業・団体・個人に加え、フジテレビ、栃木県警察や新潟県の燕市といった官公庁まで多岐にわたる獲得希望が上がっている。結局2022年1月7日、代理人としてドアラを伴いヤクルトとの契約交渉に望み、残留を決断し「年俸5万円とヤクルト1000飲み放題」で更改した。
2022年
12月23日に球団事務所で契約交渉を行うものの、グッズ売上が村上宗隆に抜かれ2位に落ちたことなどから、球団からは「年俸5万円」は維持されるものの「ヤクルト1000飲み放題」を剥奪される実質的なダウン提示を受ける。これにつば九郎は契約を保留、またも越年となった。1月25日に行われた再交渉では、前年同様ドアラを代理人に伴い交渉に臨み、ヤクルト1000飲み放題を再度勝ち取り前年と同内容の契約で更改を行った。
2023年
12月14日に球団事務所で契約交渉を行い、グッズ売上が村上宗隆を抜き返し1位へ返り咲いたものの、「じしんもってこうしょうしましたが、いいひょうかではありませんでした。」との理由で越年保留となったが、ディナーショーの「つば九郎＆ドアラ Bクラスお詫び行脚 with ハリーホーク『Beどうし』～WE ARE B くらす～」の大千秋楽にあたる東京公演において、2024年1月29日に「けいやくこうかいをこうかいする！」という異例の予定を組み込む形がとられた。そして2024年1月29日、ディナーショー東京公演の追加公演分として、港区のザ・プリンスパークタワー東京においてファン約300人を前に契約更改を公開する異例の形式で、年俸1万円増の6万円、ヤクルト1000＆ジョア飲み放題でサインした。契約更改にあたっては、小川淳司ゼネラルマネジャー同席のもとで実施された。2日前の1月27日には、千葉ロッテマリーンズの佐々木朗希投手が12球団で最後に契約更改を終えており、このつば九郎の契約更改をもって、12球団全選手が春季キャンプインまでの契約更改を完了した。
2024年
12月25日にサンタ姿で球団事務所に訪問するも、前日の12月24日で仕事納めとなっていたことと、つば九郎ハウスの退去に伴う転居届を出していなかったことが判明し、6年連続で越年契約となった。2025年1月28日、球団事務所で交渉を行い「年俸6万円＋ヤクルト1000飲み放題」でサインした。前年と比較すると「遠征時のホテル代の補填」が考慮され、青木宣親GM特別補佐が球団に掛け合うことを確約した一方で、「ジョア飲み放題」が外されている。

## さすらいのギャンブラー
つば九郎は、自他共に認める「さすらいのギャンブラー」であり、競馬予想をはじめ年末のKEIRINグランプリなどの予想をしていることがある。愛用している新聞は、東京ヤクルトスワローズの親会社であるフジサンケイグループの関係から、サンケイスポーツもしくは競馬エイトの2つである。
- 2009年の第54回有馬記念では自身の名前をもじった「2・8・9・6（つば九郎）の三連単ボックス」と馬券を予想し、三連単（188.9倍）を的中させた[101]。馬券の購入額は不明だが、これを機に競馬番組等へのゲスト出演にも色気を見せているという[102]。また、2019年5月24日のヤクルトvs中日の試合では、5月26日開催の第86回日本ダービーに因んで「JRA日本ダービースペシャルナイター」と題して試合が行われ、5回裏終了後にガチ予想をしていた[103][104]。このことから、プロ野球開催シーズン期間中の週末には競馬の話題を触れることが多く、ブログで予想することも多いが、基本的にJRAのGIレース（NHKマイルカップ、日本ダービーなど）で、JRAのGIIといった重賞レースや地方競馬の交流ダートJpn1などは、あまり触れることがない。
- 2012年の有馬記念でも、三連単（242.5倍）を的中させた[105]。
- 2012年の東京大賞典の“ガチ予想”に参加し、三連単（29.4倍）を的中させた（勝ち馬投票券を購入したかどうかは不明）[106]。
- 2020年5月31日の日本ダービーで、コントレイルの単勝及び同馬の1着流しから3連単（1、2、6、12、15）を予想し、3連単（51.8倍）を的中[107]。
- 2021年12月29日には、塩見泰隆と東京シティ競馬公式youtubeの「TCK公式LIVE『ウマきゅん』東京大賞典SP」に出演。『第67回 東京大賞典』の予想を行い、3連単（65・9倍）及び3連単のマルチを的中させた[108]。
- サンケイスポーツでは、2023年よりプロ麻雀の岡田紗佳とつば九郎が対決する企画を実施しており、主に日本ダービーと「有馬記念・KEIRINグランプリ・中山金杯の年末年始 炎の三本勝負」で行なっている。
  - 2023年の日本ダービーは、タスティエーラを本命にした岡田が勝利している[109]。
  - 2023年 - 2024年の炎の三本勝負は、対象3レース分いずれも岡田・つば九郎が当てられず引き分けとなったが、岡田のサイン入りカレンダーをプレゼントされた[110]。
  - 2024年の日本ダービーは、岡田・つば九郎どちらも本命が来ず引き分けとなった[111][112][113]。
  - 2024年 - 2025年の炎の三本勝負は、対象3レース分のうち、有馬記念は岡田が本命にしていたレガレイラが1着で的中し、3連複と追加購入した3連単を見事に的中[114]、KEIRINグランプリはつば九郎が「1・6・8・9」の3連単ボックスを予想し的中（1万9300円）[115]、中山金杯はつば九郎が「2・7・14・15・16」の3連単ボックスを予想し、こちらも的中（9万3740円）して、つば九郎が大逆転勝利となり、通算成績を1勝1敗2引き分けにした[116][117]

## その他
- 現住地は神宮球場内で一塁側に家があるらしい。しかしピンポンダッシュを防ぐため、具体的な位置は秘密となっている。ドアラも、つば九郎が住所を教えてくれたら頼んだ覚えのないピザを送るつもりである。
  - 2022年10月、球団スポンサーのオープンハウスグループの協力により、神宮外苑に総工費3000万円を費やした「つば九郎ハウ巣」が完成した。内部は「つば九郎の部屋」と、つば九郎の功績が楽しめる「ミュージアム」の2区画から構成されている[118]。神宮外苑の再開発に伴い、2024年9月末に「つば九郎ハウ巣」の公開は終了したが、新球場建設のタイミングでの復活を示唆している[119]。
- 好物は内臓系、ビールにニンニク。酒好きで、ビールと焼酎があればいくらでも働くと豪語する（ビールなら1ケース飲んでしまうほどの酒豪であるらしい。ただし瓶なら12本、缶なら24本1ケースなのでいずれなのかは不明）。新橋の立ち飲み屋で小切手を使い飲むほか、球場周辺でも飲むとの事。また、得意な料理は鍋料理であると明かしている。
- 趣味はカメラと食べ歩き。ネットサーフィンも好きで、YouTubeもお気に入り。動画を朝まで見続けてしまう事もある。好きなテレビは深夜放送全般であるなど、夜更しをしがちである。
- 尊敬する人は陳建民である。
- プロレス好きでもあり、山中浩史とは新日本プロレスの大会を一緒に観戦する仲だという。2018年には、東京ドーム大会の特別宣伝部鳥に就任した[120]。
- 「ドアラのへや」における対談で、ドアラのけいらくひこうをつく写真が掲載されている。一子相伝の暗殺拳の心得があるのかは定かではない。
- つばみとフジテレビのイメージCMに出演したことがある。
- 1994年の映画『ヒーローインタビュー』では、ヤクルトスワローズが舞台となっている事から、デビュー間もないつば九郎が頻繁に登場している。当時のつば九郎は現在よりもかなりスリムな体型で「SWALLOWS」の刺青が無かった。
- 1997年に関口宏の東京フレンドパークIIに当時監督の野村克也が、「中の人」として出てきたことがある（そのときのフレンドパークの出演者は、古田敦也、石井一久、高津臣吾、川崎憲次郎、伊藤智仁、田畑一也）。
- 流石の源石（2008年2月2日放送分。東海ラジオローカル）に当時プロ野球界で話題だった「パウエルの二重契約問題」をネタとして投稿した事がある。内容としては、パウエルが二重契約していた福岡ソフトバンクホークスの親会社の携帯電話メーカー・ソフトバンクモバイルのCMで上戸彩が出演していたもの（白戸家）をパロディしたものだった。
- 2009年に「つば九郎のおなか」を出版。ドアラとの対談も載っている。「中日ドラゴンズ・スコアラー善村一仁が早くも警戒!」と帯に書いてある。
- 徳間書店のグルメ雑誌である『食楽』や、マガジンハウスの女性向けファッショ週刊誌である『アンアン』、飛鳥新社のクリエイター季刊誌である『S』の取材を受けたことがある。
- 2010年に毎年製作される選手ポスターと一緒につば九郎バージョンも作成された（キャッチコピーは「もりあがるか、しんぱいしてたら、もりあげられない」）。
- 2011年のバレンタインデーにはファンから98個のチョコが届いた。これはスワローズの中では青木宣親（250個）・由規（180個）に次ぐ第3位だった[121]。
- 2011年5月に新潟県燕市の水田アートのモチーフに選ばれ、燕市民と一緒に田植えを手伝ったり、9月には稲刈りをしてつば九郎米として発売された。
- 2012年5月に構想8年、製作2日のシングルCD『つば九郎音頭～おとなのじじょう～』でCDデビューを果たした。ただし、「おとなのじじょう」から本人は歌わず、歌:つば九郎の仲間たちとクレジットされている。また、村中恭兵、増渕竜義、由規、赤川克紀の「ドラ1四兄弟」が友情出演として合いの手を担当した。
- 2012年8月、11月につば九郎でぃ～ぶいでぃ～上半期、下半期を発売した。
- 2010年からファン感謝祭で東京都内のゆるキャラ交流を開始し、2011年度は東京都心部のゆるキャラ交流に発展した。
- 親会社・ヤクルトの配達用トラックのボンネット（正面部分）には、つば九郎がプリントされている。
- 2010年から東京都交通局の駅名に『つば九郎』や『鳥』に由来する駅で「一日駅鳥」として仕事をこなした。
- 2013年2月2日と3日に新潟県の燕市の「一日市鳥」として市役所業務の仕事をこなした。
- 2013年5月20日、新潟県の燕市から「燕市PR隊鳥」に任命された。
- 2014年にヤクルトファンクラブ名誉会員でもある作家の村上春樹が、読者からの質問に答える限定サイト「村上さんのところ」へ質問を寄せた。「年俸ダウンに伴い、アルバイトで原稿書きの仕事を紹介して欲しい」という内容だった。村上も「本人ですよね?」といぶかりつつ、「ひらがなしかかけないのでは原稿書きは無理」と依頼を断った[122]。
- 2016年1月25日に中日のマスコット・ドアラとともに、同年3月5日の台湾代表との強化試合（於：ナゴヤドーム）の1日限定にて侍ジャパンに加入することが発表された[123]。同年1月30日公開の映画『さらば あぶない刑事』を自身のブログ上にて公開前から紹介し続けたことによって、『さらば あぶない刑事』製作委員会から『さらば あぶない刑事』の劇場販売グッズと出演者のサイン入りパンフレットと全国共通前売り券の詰め合わせをプレゼントされた。
- 漫画『天に向かってつば九郎』（まがりひろあき作画）が2016年に『月刊まるごとスワローズ』第27号より連載開始され、2016年9月7日よりWeb漫画ページ『水曜日のシリウス』でも連載。2017年5月、講談社から単行本第1巻が、2017年11月に単行本第2巻が発売された。
- 2019年にWEBドラマ『つばめ刑事』で主演を務める。
- 2020年レギュラーシーズンが新型コロナウイルス感染拡大のため、同年6月19日に開幕するまでは、4月9日から約2か月間東海ラジオのラジオ番組「ドラゴンズステーション」で「こんな○○は嫌だ!」のネタを書いたスケッチブックをわざわざ東京から名古屋へ送っており、同番組の村上和宏アナウンサーを含む出演者を驚かせていた。
- 筆談にはマルマンのスケッチブックを使用。東京ヤクルトスワローズ主催試合のレギュラーシーズン約71～72試合分の他に、ビジターゲームへ出張や、その他の各種イベントで使うこともあり、この1年間分を贈呈されている。オリジナルのコラボスケッチブックを贈呈されたこともある[124]。

## テレビ番組
- つば九郎タイムス（フジテレビONE、2016年5月29日 - 2017年5月）
- 超・つば九郎タイムス（フジテレビONE、2017年6月30日 - ）
- つば九郎のカンペDEトーク（フジテレビONE、2020年2月18日 - ）

## アニメ出演
- トミカ絆合体 アースグランナー（テレビ大阪、第35話、2020年11月29日）

## ドラマ出演
- つばめ刑事（フジテレビONE、2019年9月3日 - 9月9日）

## CM出演
- フジテレビ
  - 企業キャンペーンCM「ぷろぽーず」篇(つばみ、石井一久と共演)(2001年)
  - 「つば九郎のカンペDEトーク」番宣(2023年)(2024年)
- マネーフォワードME
  - 「お金って、げんじつ。」篇(2018年)
- アイムユニバース
  - 「つば九郎、&RESORT HOUSE の住宅を見る」篇(2017年)
  - 「つば九郎、将棋」篇(2018年)
  - 「つば九郎　新元号発表」篇(2019年)
  - 「つば九郎の休日」篇(2022年)
- 日本郵政グループ
  - 企業キャンペーンCM（2023年）

## 著書
- つば九郎のおなか : しょくよくにまけました（2009年3月、PHP研究所、ISBN 978-4-569-70588-0）
- みんなで、えみふる! : 人生が楽しくなる80個くらいの言葉（2012年9月、飛鳥新社、ISBN 978-4-86410-191-2）
- 成鳥つば九郎 : デビュー20周年記念ぶっく（2014年4月、扶桑社、ISBN 978-4-594-07031-1）
- DVDブック つばさサイズ（2014年7月、ベースボール・マガジン社、ISBN 978-4-583-10696-0） - 監修：ヤクルト球団
- つば九郎のぽじてぃぶじんせいそうだん。 : ときどきまじめ、ほとんどてきとう（2019年3月、河出書房新社、ISBN 978-4-309-02782-1）

関連書籍
- サンケイスポーツ特別雑誌「つば九郎2000試合出場」（2022年8月、産経新聞社）[125]
- サンスポ特別版「つば九郎30周年&つばみ25周年」（2024年9月、産経新聞社）

## 巡回履歴

### 東京都心
- 2010年1月
  - 港区では東京タワーを訪問。訪問中に東京タワーのマスコットキャラクターノッポンに出会い観光客との交流を深めたが3ヵ月後に明治神宮野球場で再会した。
- 2010年2月
  - 新宿区では校庭に芝生のある小学校を訪問。子供たちとの交流を深めた。
  - 品川区では消費者関連のイベントを訪問。子供たちとの交流の他、地上デジタル放送の受信相談を受けた。
  - 渋谷区では渋谷センター街を訪問。若者たちとの交流を深めた。
- 2010年3月
  - 江東区では少年野球チームとサテライトスタジオを訪問。将来、東京ヤクルトスワローズを目指す子供たちの交流やラジオ番組に飛び入りで出演した。
- 2010年4月
  - 北区ではバッティングセンターを訪問。利用客との交流を深めた。
  - 千代田区ではオフィス街を訪問。悪天候の中、女子社員との交流の他、かつての球団の親会社であるサンケイスポーツへ出向いて売り込みに貢献した[注 7]。
- 2010年5月
  - 墨田区では両国国技館周辺を訪問。訪問中に日本相撲協会のマスコットキャラクターハッキヨイ!せきトリくんの主人公ひよの山や押上・業平橋地区のマスコットキャラクターおしなりくんに出会い、建設中（現在は完成、2012年5月22日に開業）の東京スカイツリーの宣伝に貢献した。
  - 目黒区では東急目黒線沿線イベントを訪問。参加者との交流のほか『東横シリーズ』の宣伝に貢献した。
  - 世田谷区では商店街を訪問。買物客との交流を深めた。
- 2010年7月
  - 杉並区では商店街を訪問。訪問中に高円寺地区のマスコットキャラクターハッピーくんに出会い、買物客との交流を深めた。
  - 板橋区では商店街を訪問。買物客との交流を深めた。
- 2010年8月
  - 練馬区では地域のイベントを訪問。インターネットラジオの公開収録に飛び入りで出演した。
- 2010年9月
  - 台東区では浅草花やしきを訪問。訪問中に台東区のマスコットキャラクター台東くんに出会い、観光客との交流を深めた。
- 2010年10月
  - 葛飾区では男はつらいよの舞台を訪問。訪問中にタカラトミー本社社屋にあるラジオ局のスタジオでラジオ番組に飛び入りで出演のほか、観光客との交流を深めた。
  - 荒川区では俳句関連イベントを訪問。訪問中に荒川区のマスコットキャラクターあら坊とわざ丸に出会い、地元住民との交流を深めた。
- 2010年11月
  - 江戸川区では地産地消関連イベントを訪問。訪問中に江戸川区の地産地消マスコットキャラクターえどちゃんに出会い、地元住民との交流を深めた。
  - 豊島区では商店街を訪問。訪問中に巣鴨地区のマスコットキャラクターすがもんに出会い、高齢者や買い物客との交流を深めた。
  - 中野区では東京四大オタク聖地である中野ブロードウェイを訪問。地元住民の他オタクとの交流を深めた。
  - 足立区ではショッピングセンターを訪問。訪問中に足立区のマスコットキャラクターアダチンに出会い、地元住民や買い物客との交流を深めた。
  - 中央区では都営地下鉄新宿線馬喰横山駅を訪問。一日駅鳥として駅構内の清掃や利用客との交流を深めた。
- 2010年12月
  - 大田区では東急大井町線沿線イベントを訪問。参加者との交流を深めた。
  - 文京区では日本サッカーミュージアムを訪問。来館者との交流を深めた。

### 東京都内
- 2011年1月
  - 港区では東京タワーを訪問。訪問中に東京タワーのマスコットキャラクターノッポンとの再会のほか、観光客との交流を深めた。
- 2011年4月
  - 府中市では東京競馬場を訪問。訪問中にJRAのマスコットキャラクターターフィーに出会い、競馬ファンとの交流を深めた。
  - 渋谷区では渋谷駅前で行われたチャリティーイベントを訪問。利用客との交流を深めた。
- 2011年5月
  - 江東区ではサテライトスタジオを訪問。ラジオ番組に飛び入りで出演した。
- 2011年7月
  - 中野区ではイベントを訪問。地元住民との交流を深めた。
- 2011年8月
  - 渋谷区では妹のつばみと一緒に渋谷センター街の七夕イベントを訪問。訪問中に国税庁のマスコットキャラクターイータ君と警視庁のマスコットキャラクターピーポくんに出会い、若者たちとの交流を深めた。
  - 板橋区と渋谷区では商店街を訪問。買い物客との交流を深めた。
- 2011年9月
  - 品川区では商店街を訪問。訪問中に戸越エリアのマスコットキャラクター戸越銀次郎に出会い、買い物客との交流を深めた。
- 2011年10月
  - 清瀬市ではイベントを訪問。訪問中に家族連れで来ていた渡邊恒樹が、また清瀬市のマスコットキャラクターニンニンくんに出会い、市民との交流を深めた。
  - 台東区ではスポーツ関連のイベントを訪問。訪問中に台東区のマスコットキャラクター台東くんとの再会のほか、地元住民との交流を深めた。
- 2011年11月
  - 江戸川区では地産地消イベントを訪問。訪問中に江戸川区の地産地消マスコットキャラクターえどちゃんとの再会のほか江戸川区の銭湯応援マスコットキャラクターお湯の富士に出会い、地元住民との交流を深めた。
- 2011年12月
  - 新宿区では開業20周年を迎えた都営地下鉄大江戸線都庁前駅を訪問。一日駅鳥として仕事を勤めるほか駅名を一日だけ都鳥前駅に変更し、利用客との交流を深めた。
  - 足立区では商店街を訪問。訪問中に足立区のマスコットキャラクターアダチンとの再会のほか、買い物客との交流を深めた。
  - 品川区では大井競馬場を訪問。訪問中に東京モノレール羽田線大井競馬場前駅の一日駅長になった大井競馬場のマスコットキャラクターうまたせ!と東京タワーのマスコットキャラクターノッポン兄との再会のほか、競馬ファンとの交流を深めた。
- 2012年3月
  - 国分寺市では公園を訪問。訪問中に西国分寺エリアのマスコットキャラクターにしこくんに出会い、家族連れや市民との交流を深めた。
  - 千代田区ではヨドバシカメラマルチメディアAkibaを訪問。買い物客との交流を深めた。
- 2012年4月
  - 品川区では商店街を訪問。買い物客との交流を深めた。
  - 墨田区では両国国技館を訪問。訪問中に日本相撲協会のマスコットキャラクターで『ハッキヨイ!せきトリくん』の主人公ひよの山と押上・業平橋エリアのマスコットキャラクターおしなりくんとの再会のほか吾妻橋エリアのマスコットキャラクターあづちゃんに出会い、同年5月22日に開業した東京スカイツリーの宣伝に貢献した。
- 2012年6月
  - 北区ではボウリング場を訪問。利用客との交流を深めた。
  - 江東区ではダイバーシティ東京を訪問。買い物客や東京臨海高速鉄道りんかい線東京テレポート駅利用客との交流を深めた。
  - 武蔵野市ではヨドバシカメラマルチメディア吉祥寺を訪問。買い物客との交流を深めた。
- 2012年7月
  - 中野区では沖縄関連イベントを訪問。春季キャンプ地の貢献のほか地元住民との交流を深めたが、『つば九郎のおなか』続編制作決定[注 8]というサプライズ発表があった。
  - 台東区では商店街を訪問。訪問中に浅草エリアのマスコットキャラクター新にゃかに出会い、買い物客との交流を深めた。
- 2012年8月
  - 港区ではフジテレビの夏休みイベント『お台場合衆国』を訪問。CDデビュー曲『つば九郎音頭～おとなのじじょう～』とDVDデビュー作『つば九郎でぃ～ぶいでぃ～2012上半期』の発売を記念して多くのスワローズファンとの交流を深めた。
  - 渋谷区では商店街を訪問。買い物客との交流を深めた。
- 2012年9月
  - 足立区では東京電機大学千住キャンパスで行われた学園祭を訪問。訪問中に足立区のマスコットキャラクターアダチンの再会のほか、学生や地元住民との交流を深めた。
- 2012年10月
  - 江戸川区では地元のお祭りを訪問。訪問中に同じ東京を本拠地に置く巨人のマスコットキャラクタージャビットに出会い、地元住民との交流を深めた。
  - 新宿区ではタワーレコード新宿店を訪問。書籍第2作『みんなで、えみふる! 人生が楽しくなる80個くらいの言葉』の発刊とCDデビュー曲『つば九郎音頭～おとなのじじょう～』とDVDデビュー作『つば九郎でぃ〜ぶいでぃ〜2012上半期』の大ヒットを記念して多くのスワローズファンとの交流を深めた。
  - 品川区では大井競馬場を訪問。訪問中に大井競馬場のマスコットキャラクターうまたせ!の再会のほか同じ大井競馬場のマスコットキャラクターウマタセーヌと立会川エリアのマスコットキャラクターりょうくんに出会い、競馬ファンとの交流を深めた。
  - 港区では東京タワーを訪問。訪問中に東京タワーのマスコットキャラクターノッポン兄の再会のほか、瀬戸内海周辺8都市のマスコットキャラクター軍団STU8に出会い観光客との交流を深めた。
- 2012年11月
  - 江戸川区では地産地消イベントを訪問。訪問中に江戸川区の地産地消マスコットキャラクターえどちゃんと江戸川区の銭湯応援マスコットキャラクターお湯の富士の再会のほか、地元住民との交流を深めた。
  - 日野市では地元のお祭りを訪問。訪問中にJCN日野（現・J:COM日野）のマスコットキャラクターぴーのに出会い、市民との交流を深めた。
  - 世田谷区では商店街を訪問。買い物客との交流を深めた。
  - 豊島区では商店街を訪問。訪問中に巣鴨エリアのマスコットキャラクターすがもんと品川区戸越エリアのマスコットキャラクター戸越銀次郎と国分寺市西国分寺エリアのマスコットキャラクターにしこくんとの再会のほか、買い物客やお年寄りとの交流を深めた。
  - 足立区では2012年中に乗車人数1億人突破を記念し、東京都交通局日暮里・舎人ライナー舎人公園駅を訪問。一日駅鳥として仕事を務めるほか訪問中に都電荒川線のマスコットキャラクターとあらんと舎人エリアのマスコットキャラクターとねりんに出会い一日だけ鳥公園駅に変更し、利用客との交流を深めた。
- 2012年12月
  - 品川区では大井競馬場を訪問。地方競馬・ダート競馬の総決算レース東京大賞典予想イベントで優勝馬を予想し、イベント後のレースで優勝馬が決まったが多くの競馬ファンとの交流を深めた。
- 2013年1月
  - 文京区では巨人の本拠地東京ドームで行われたフジテレビ・FNS主催の物産展である『ふるさと祭り東京2013』を訪問。書籍第2作『みんなで、えみふる! 人生が楽しくなる80個くらいの言葉』とCDデビュー曲『つば九郎音頭〜おとなのじじょう〜』とDVDデビュー作『つば九郎でぃ〜ぶいでぃ〜2012上半期』の大ヒットとDVD第2作『つば九郎でぃ〜ぶいでぃ〜2012下半期』の発売を記念して多くのスワローズファンとの交流を深めた。
  - 墨田区では両国国技館で行われた大相撲の本場所である平成25年1月場所を訪問。訪問中に日本相撲協会のマスコットキャラクター『ハッキヨイ!せきトリくん』の主人公ひよの山の再会や多くの相撲ファンとの交流のほかフジテレビ主催、日本相撲協会・文化放送・産経新聞、サンケイスポーツ後援による日本大相撲トーナメントの宣伝に貢献した。
- 2013年3月
  - 新宿区では火災予防啓発イベントを訪問。東京消防庁四谷消防署の一日署鳥として仕事を務めるほか訪問中に警視庁のマスコットキャラクターピーポくんとの再会のほか東京消防庁のマスコットキャラクターキュータに出会い地元住民との交流を深めた。
  - 千代田区ではJR東日本（山手線・京浜東北線・中央線・東海道本線・横須賀線・総武快速線・京葉線・上野東京ライン・東北新幹線・上越新幹線・山形新幹線・秋田新幹線・北陸新幹線）・JR東海（東海道新幹線）・東京メトロ（丸ノ内線）東京駅八重洲口にあるタワーレコードTOWERmini東京駅八重洲口店を訪問。期間限定でスワローズグッズの販売を記念して買い物客や駅利用客との交流を深めた。
  - 台東区ではヨドバシカメラマルチメディア上野2号店を訪問。買い物客との交流を深めた。
- 2013年5月
  - 渋谷区ではファッションストリート、千代田区ではヨドバシカメラマルチメディアAkibaを梯子訪問。買い物客との交流を深めた。
- 2013年6月
  - 渋谷区ではインターネットラジオ局のサテライトスタジオを訪問。インターネットラジオの生番組に飛び入りで生出演を果たした。
- 2013年7月
  - 中野区では沖縄関連イベントを訪問。春季キャンプ地の貢献のほか、地元住民との交流を深めた。
- 2013年8月
  - 渋谷区では渋谷センター街で行われた七夕イベントを訪問。若者たちとの交流を深めた。
  - 港区ではフジテレビの夏休みイベント『お台場合衆国』を訪問。多くのスワローズファンとの交流を深めた。
  - 新宿区では妹のつばみと一緒に都営地下鉄大江戸線国立競技場駅を訪問。つば九郎は一日駅鳥、つばみは一日副駅鳥として仕事を務めるほか訪問中に都電荒川線のマスコットキャラクターとあらんとの再会の他都営バスのマスコットキャラクターみんくると駐日イスラエル大使館のマスコットキャラクターシャロウムちゃんに出会い一日だけ国立鳥技場駅に変更し、利用客との交流を深めた。
- 2013年9月
  - 町田市では商店街を訪問。買い物客や多くの市民との交流を深めた。
  - 武蔵野市ではヨドバシカメラマルチメディア吉祥寺を訪問。一日店鳥として仕事を務めるほか買い物客との交流を深めた。
- 2013年10月
  - 港区では地元のお祭りを訪問。多くの地元住民との交流を深めた。
  - 世田谷区では地元のお祭りを訪問。地元住民との交流を深めたが、DVD第3作『つば九郎でぃ〜ぶいでぃ〜2013〜沖縄でなんくるないさぁ!6さまもバレンティンもライアンも!〜』発売決定というサプライズ発表があった。
- 2013年11月
  - 日野市では地元のお祭りを訪問。訪問中にJCN日野（現・J:COM日野）のマスコットキャラクター'ーのとの再会のほか多くの市民との交流を深めた。
- 2013年12月
  - 台東区では商店街のイベントを訪問。訪問中に浅草エリアのマスコットキャラクター新にゃかとの再会のほか買い物客との交流を深めた。
  - 品川区では大井競馬場を訪問。訪問中にピン芸人のキャプテン渡辺に出会い地方競馬・ダート競馬の総決算レース東京大賞典の予想イベントで優勝馬を予想し、イベント後のレースで優勝馬が決まったが多くの競馬ファンとの交流を深めた。
- 2014年1月
  - 台東区では商店街のイベントを訪問。訪問中に台東区のマスコットキャラクター台東くんと浅草エリアのマスコットキャラクター新にゃかと墨田区押上・業平橋エリアのマスコットキャラクターおしなりくんとの再会のほか、同じ東京をホームタウンとするFC東京のマスコットキャラクター東京ドロンパと静岡県浜松市のマスコットキャラクター出世大名家康くんと毎日新聞のマスコットキャラクターなるほドリに出会い買い物客との交流を深めた。
- 2014年3月
  - 新宿区では火災予防啓発イベントを訪問。訪問中に東京消防庁のマスコットキャラクターキュータとの再会のほか、東京消防庁四谷消防署の一日署鳥として仕事を務めるほか地元住民との交流を深めた。
- 2014年7月
  - 豊島区では商店街を訪問。訪問中に巣鴨エリアのマスコットキャラクターすがもんとの再会のほか、宮城県鳴子エリアのマスコットキャラクターこけしくんに出会い買い物客や高齢者との交流を深めた。
- 2014年9月
  - 渋谷区では商店街を訪問。買い物客との交流を深めた。
- 2014年10月
  - 品川区ではJR東日本山手線・埼京線・湘南新宿ライン・東京臨海高速鉄道りんかい線大崎駅を訪問。訪問中に大崎エリアのマスコットキャラクター大崎一番太郎と全国各地のゆるキャラ選抜に出会い山手線・埼京線・湘南新宿ライン・りんかい線大崎駅利用客との交流を深めた。
  - 新宿区では地元のお祭りを訪問。地元住民との交流を深めた。
  - 港区では地元のお祭りを訪問。地元住民との交流を深めた。
- 2014年11月
  - 武蔵野市ではヨドバシカメラマルチメディア吉祥寺を訪問。買い物客との交流を深めた。
- 2015年2月
  - 新宿区では火災予防・災害予防啓発イベントを訪問。訪問中に東京消防庁のマスコットキャラクターキュータとの再会のほか、四谷地区のマスコットキャラクターハットくんに出会い東京消防庁四谷消防署の一日署鳥として仕事を務めるのほか地元住民との交流を深めた。
- 2015年9月
  - 町田市では商店街を訪問。買い物客や多くの市民との交流を深めた。
- 2015年10月
  - 新宿区では地元のお祭りを訪問。地元住民との交流を深めた。
  - 渋谷区では商店街を訪問。買い物客との交流を深めた。
  - 港区では地元のお祭りを訪問。地元住民との交流を深めた。
- 2015年11月
  - 千代田区ではヨドバシカメラマルチメディアAkibaを訪問。買い物客との交流を深めた。
- 2016年10月
  - 新宿区では地元のお祭りを訪問。地元住民との交流を深めた。
  - 渋谷区では商店街を訪問。買い物客との交流を深めた。
  - 港区では地元のお祭りを訪問。地元住民との交流を深めた。

### 東京都外
- 2015年12月
  - 埼玉県さいたま市ではヨドバシカメラマルチメディアさいたま新都心駅前を訪問。買い物客との交流を深めた。
- 2016年11月
  - 佐賀県神埼市ではオーナー会社であるヤクルト本社工場を訪問。多くの市民との交流を深めた。